# Ким Дасом
Ким Дасом (кор. 김다솜), также известна как просто Дасом — южнокорейская певица, актриса. Наиболее известна своим участием в гёрл-группе Sistar, находящейся под покровительством лейбла Starship Entertainment. Также снималась в фильмах и телевизионных драмах, включая «Семья» (2012—2013), «Мелодия любви» (2013—2014) и «Виртуальная невеста» (2015).

## Карьера

### Пре-дебют
До того как начать петь, Дасом выигрывала различные композиторские и поэтические конкурсы.

### Sistar
В июне 2010 года Дасом дебютировала в качестве участницы женской группы Sistar, в шоу Music Bank канала KBS, с дебютным синглом «Push Push». Группа выпустила два студийных альбома и пять мини-альбомов.

### Сольная карьера
Дасом появилась в клипе на новую песню бой-бенда VIXX «Rock Ur Body», премьера которой состоялась 13 августа 2012 года. Также она появилась в музыкальном видео на песню K.Will «Please Don’t…», премьера которой состоялась 10 октября 2012 года.
15 и 16 января 2013 года стала номинантом в качестве МС на премию Golden Disk Awards, церемония которой проходила в Малайзии. Сыграла главную роль в клипе K.Will «Love Blossom», выпущенного 4 апреля.
Исполнила главную женскую роль в фильме «Мелодия любви», сыграв Гон Дю И.
20 апреля 2015 года стало известно о том, что Дасом вместе с участником 2AM Чоном Чинуном станет участницей реалити-шоу «Закон джунглей», проходящего в Микронезии. Трансляция шоу началась в мае.
14 июня 2015 года Дасом стала постоянной ведущей шоу канала MBC «Мое маленькое телевидение».
6 июля 2015 года Дасом снялась в теледраме канала KBS «Виртуальная невеста» в роли Оу Ин Янг. Премьера сериала, состоящего из 12 эпизодов состоялась 17 августа 2015 года.

## Дискография
См. дискографию Sistar в английском разделе

### Саундтреки и сольные релизы
| Год  | Название                             | Песня         | Длительность | Исполнитель                  |
| ---- | ------------------------------------ | ------------- | ------------ | ---------------------------- |
| 2014 | Melody of Love OST                   | «Yayaya»      | 03:56        | Дут с Ким Тай Юнг            |
| 2015 | Trespass                             | «Honestly»    | 03:52        | Рассказчик из песни Monsta X |
| 2015 | en:The Eccentric Daughter-in-Law OST | «You’re Mine» | 03:01        | Сольная песня                |

## Фильмография

### Фильмы
| Год  | Название                 | Роль    | Прочие примечания |
| ---- | ------------------------ | ------- | ----------------- |
| 2015 | Люблю французские фильмы | Ги Хонг | Главная роль      |

### Теледрамы
| Год       | Название            | Роль        | Примечания          | Сеть |
| --------- | ------------------- | ----------- | ------------------- | ---- |
| 2012      | Семья               | Woo Da-yoon | Второстепенная роль | KBS2 |
| 2013-2014 | Мелодия любви       | Гонг Дью-им | Главная роль        | KBS1 |
| 2015      | Виртуальная невеста | Оу Ин-Янг   | Главная роль        | KBS2 |

### Реалити-шоу
| Год  | Названия                  | Роль                   | Эпизод |
| ---- | ------------------------- | ---------------------- | ------ |
| 2012 | Бегущий человек           | Играет саму себя       | 95     |
| 2013 | Красавица и чудовище      | Играет саму себя (Вон) | -      |
| 2013 | Битва за песню идола      | Играет саму себя       | -      |
| 2013 | Шинхва шоу                | Играет саму себя       | 45, 46 |
| 2013 | Бегущий человек           | Играет саму себя       | 162    |
| 2015 | Закон джунглей            | Ведущая                | -      |
| 2015 | Моё маленькое телевидение | Ведущая                | -      |

### MC
| Год  | Мероприятие             | Дата         |
| ---- | ----------------------- | ------------ |
| 2012 | Show! Music Core        | 4 августа    |
| 2013 | 27th Golden Disk Awards | 15-16 января |
| 2013 | M! Countdown            | 7 февраля    |
| 2014 | Hallyu Dream Concert    | 28 сентября  |

### Музыкальные видео
| Год  | Название песни  | Исполнитель     | Видео                                                                  |
| ---- | --------------- | --------------- | ---------------------------------------------------------------------- |
| 2012 | «Rock Ur Body»  | VIXX            | CJENMMUSIC Official Архивная копия от 16 марта 2016 на Wayback Machine |
| 2012 | «Please Don’t…» | K.Will          | starshipTV Архивная копия от 26 декабря 2016 на Wayback Machine        |
| 2013 | «Love Blossom»  | K.Will          | starshipTV Архивная копия от 11 октября 2021 на Wayback Machine        |
| 2014 | «Some»          | Сойю и Юнг Гиго | starshipTV Архивная копия от 7 мая 2016 на Wayback Machine             |

## Награды и номинации
См. Список наград и номинаций Sistar в английской Википедии
| Год  | Награда                                      | Номинация                     | Номинированная работа | Результат |
| ---- | -------------------------------------------- | ----------------------------- | --------------------- | --------- |
| 2013 | KBS Drama Awards                             | Лучшая новая актриса          | Мелодия любви         | Номинация |
| 2013 | KBS Drama Awards                             | Лучшая пара (с Бек сун-ян)    | Мелодия любви         | Номинация |
| 2014 | 50th Baeksang Arts Awards                    | Самая популярная актриса (TV) | Мелодия любви         | Номинация |
| 2014 | 7th Korea Drama Awards                       | Лучшая новая актриса          | Мелодия любви         | Номинация |
| 2014 | 16th Seoul International Youth Film Festival | Лучшая молодая актриса        | Мелодия любви         | Номинация |
| 2014 | 3rd APAN Star Awards                         | Лучшая новая актриса          | Мелодия любви         | Номинация |